# Glaucomys
A Glaucomys az emlősök (Mammalia) osztályának a rágcsálók (Rodentia) rendjébe, ezen belül a mókusfélék (Sciuridae) családjába tartozó nem.

## Rendszerezés
A nembe az alábbi 2 faj tartozik:
- északi repülőmókus (Glaucomys sabrinus) Shaw, 1801
- déli repülőmókus (Glaucomys volans) Linnaeus, 1758 - típusfaj